# Универзитет Тулејн
Универзитет Тулејн (енгл. Tulane University) је приватни универзитет у Њу Орлеансу. Основан је 1834. као државни универзитет.